# Monastère de la Résurrection de Sergueïevo
Le monastère de la Résurrection, ou monastère de la Résurrection-et-de-l'Icône-Fiodorovskaïa-de-la-Mère-de-Dieu (Воскресе́нско-Фео́доровский же́нский общежи́тельный монасты́рь), est un monastère d'hommes de l'Église orthodoxe russe situé en Russie au village de Sergueïevo à 11 kilomètres au sud de la ville de Chouïa dans l'oblast d'Ivanovo, sur la rive gauche de la rivière Teza.
Le monastère a été fondé en 1889, en tant que monastère de femmes, par une aristocrate, propriétaire du village, Alexandra Nikolaïevna Choubina (1816-1897).
Le monastère est un monument architectural protégé au niveau régional.

## Architecture
Les édifices majeurs du monastère sont la grande église-catholicon de la Dormition-de-la-Mère-de-Dieu terminée le 2 septembre 1897 selon les plans de l'architecte russo-allemand Piotr Begen et consacrée le 24 octobre 1905 par l'évêque de Vladimir et Souzdal, Nikon (Sofiïski). Elle domine de ses cinq bulbes l'ensemble architectural. En 2021, elle est toujours en travaux et n'est pas consacrée. Le monastère est placé sous l'ombre de la haute silhouette du clocher érigé sur les saintes portes (portail du monastère) en 1902 et dont les cloches ont été placées le 8 septembre 1904. L'autre église est dédiée à  saint Michel Archange. Construite au XVIIIe siècle, c'est l'ancienne église paroissiale du village et c'est la seule à être consacrée depuis le retour de la vie religieuse. L'ancienne maison de l'abbesse (higouménia) comprend une petite église domestique placée sous le vocable de l'icône Fiodorovskaïa de la Mère de Dieu. Cet édifice néoclassique est aujourd'hui dans un état délabré.
Le monastère est entouré d'un mur d'enceinte de briques avec cinq tours (début XXe siècle) dont certaines sont en voie de réhabilitation.
Le monastère possède un atelier de production d'icônes dans un long bâtiment à étage le long du mur Ouest.
Plusieurs icônes et reliques sont spécialement révérées dans ce monastère.

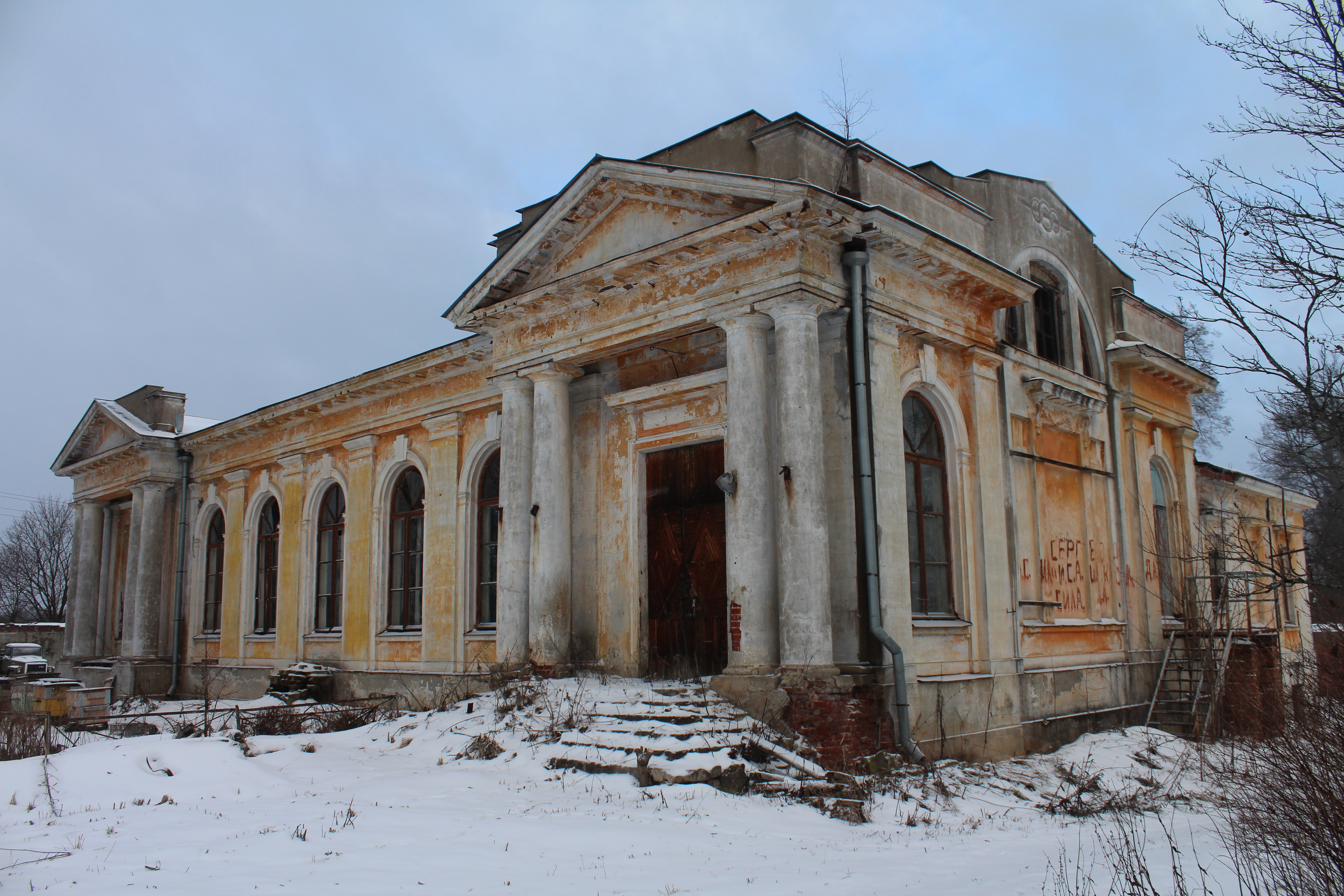
L'ancienne trapeznaïa (de l'icône Fiodorovskaïa) de style néoclassique (1904-1905) et ancien appartement de l'abbesse.

## Histoire
Le monastère est fondé par la propriétaire du village de l'époque en 1889, dans la propriété héritée de son oncle. Le manoir est transformé en bâtiment de l'abbesse et l'église du village, dédiée à saint Michel, devient l'église du monastère. Les autres édifices sont construits postérieurement sur les fonds laissés par la fondatrice morte en 1897. Avant la Première Guerre mondiale, plus de deux cents religieuses y vivaient.
Après la révolution d'Octobre, les religions et les communautés monastiques sont persécutées. Les religieuses forment alors un artel agricole collectif du nom de « Communauté » (Obchtchina) et travaillent (en dehors des jours de fête) au sovkhoze local, ce qui leur permet de maintenir un semblant de vie religieuse pendant dix ans malgré les menaces régulières de fermeture. Le moine saint Séraphin (Tchitchagov), né en 1856 et mort fusillé en 1937, y a vécu de 1924 à 1928. Il fut métropolite de Léningrad de 1928 à 1933.
Finalement, les autorités communistes ferment le monastère en décembre 1929.
La supérieure (de 1916 à 1929), Mère Arsénie (Dobronravova), née en 1879 et morte en 1939, a subi la persécution pour sa foi et a été canonisée en l'an 2000.
Une maison de redressement pour mineurs délinquants s'y installe en 1930, puis en 1953 un collège technique agricole. La grande église sert d'atelier et de dépôt, l'église Saint-Michel devient la cantine et la trapeznaïa, le club agricole local.
Le monastère est retourné à l'éparchie de Chouïa en 1994. Il abrite désormais une petite communauté de moines depuis 1998. L'ensemble est alors dans un état pitoyable. Le bâtiment des cellules monastiques actuelles (une petite maison de bois sans étage le long du mur Nord) est réhabilité, mais les travaux de restauration d'ensemble, faute de moyens, ne débutent que dans les années 2010.